# Vol Pan Am 217
Le vol Pan Am 217 était un vol international régulier en provenance de New York, effectué par un Boeing 707, qui s'est écrasé en mer près de Caracas, au Venezuela, le 12 décembre 1968, causant la mort des 51 occupants de l'appareil. Bien qu'une erreur de pilotage en soit la cause probable, le Conseil national de la sécurité des transports (NTSB) a conclu qu'il ne pouvait déterminée avec exactitude la cause du crash.

## Avion et équipage
Le vol 217 était assuré par un Boeing 707-321B de la Pan American World Airways (Pan Am), immatriculé N494PA (numéro de série 19696/688) et nommé Clipper Malay. Cet avion de ligne long-courrier, équipé de quatre moteurs Pratt & Whitney JT3D-3B, avait alors moins d'un an : son premier vol eut lieu le 7 mars 1968 et il fut livré neuf à la Pan Am le 28 mars de cette année.
L'équipage était composé de neuf membres, dont huit américains et un suédois. Le personnel navigant technique (PNT) comprenait le commandant de bord, Sidney Stillwaugh (50 ans), qui totalise 24 000 heures de vol à son actif, dont 6 737 heures sur Boeing 707, ainsi que le copilote William John Canell et de l'ingénieur de vol Richard Hutchinson Titus Jr.

## Description de l'accident
Le vol 217 a décollé de l'aéroport international de New York - John-F.-Kennedy pour un vol régulier à destination de l'aéroport international Maiquetía - Simón Bolívar de Caracas. Alors qu'il approchait de l'aéroport, il a disparu des écrans radar du contrôle aérien. 
À 22 h 05, heure locale, le 707 s'est écrasé dans la mer des Caraïbes et s'est disloqué lors de l'impact. À ce moment, la marine vénézuélienne a été appelée pour effectuer les recherches de l'appareil. L'épave a été retrouvée à 18 km au large de Caracas. Les 51 passagers et membres d'équipage ont tous péri dans l'accident.
Divers avions et bateaux, tant militaires que civils, ont participé aux opérations de recherche et de récupération. Certains rapports indiquent que de nombreux corps ont été dévorés par des requins présents dans la zone. Cet accident fut, à l'époque, la catastrophe aérienne la plus meurtrière survenue au Venezuela, mais il fut surpassé par le crash du vol Viasa 742, survenue l'année suivante.

## Passagers notables

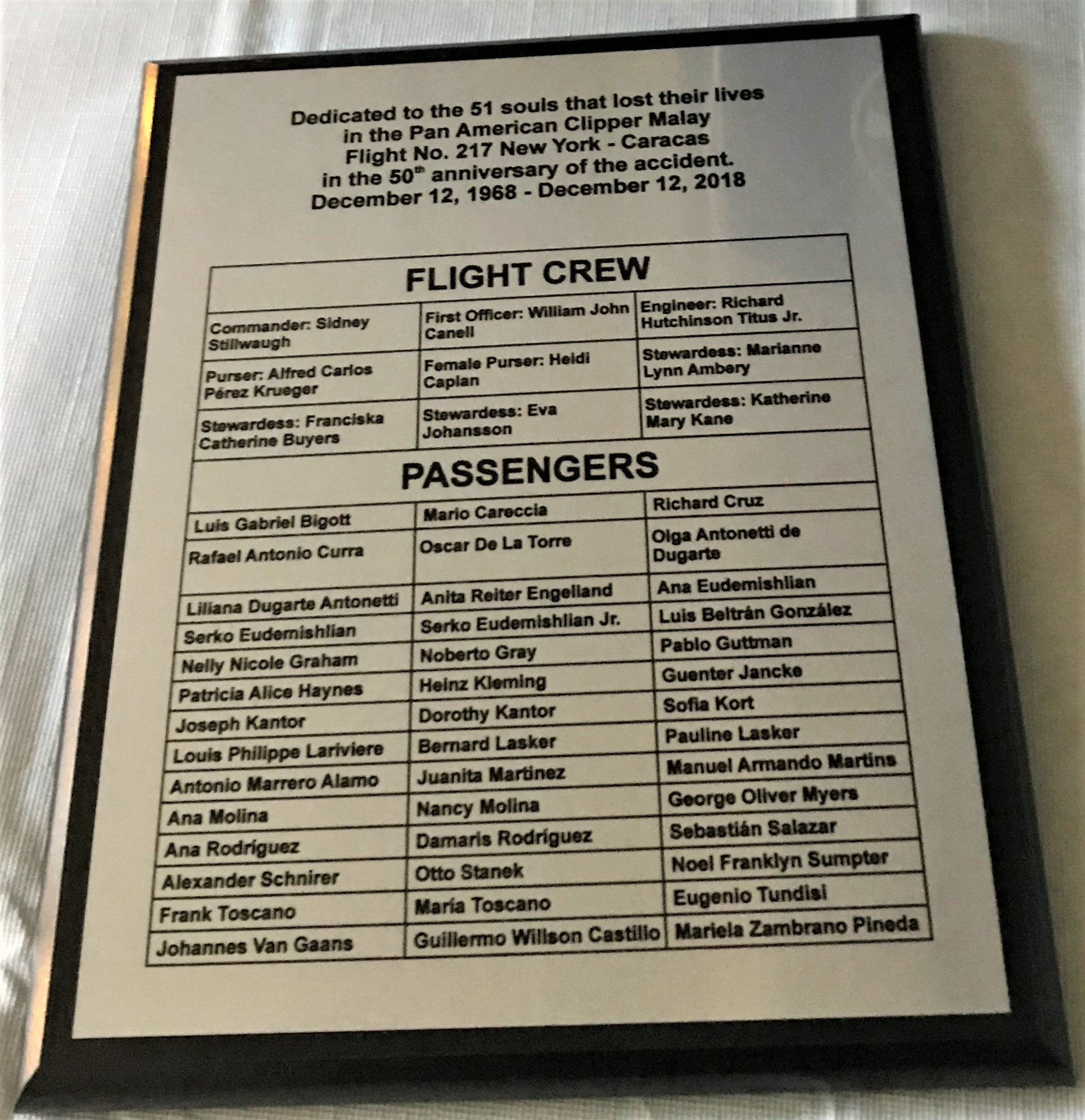
Plaque commémorative, en souvenir des victimes de l'accident.

L'une des victimes du crash du vol 217 était Olga Antonetti (en), Miss Venezuela de l'année 1962. Rafael Antonio Curra (en), ichtyologue et professeur d'université vénézuélien, a également péri.

## Cause de l'accident
La cause du crash a été attribuée à une erreur de pilotage, résultant d'une illusion d'optique créée par les lumières de la ville de Caracas, en formant une pente ascendante. 
Cela a pu conduire l'équipage à entamer la descente trop tôt, jusqu'à ce que l'avion s'écrase en mer. Cependant, le NTSB a déclaré que la cause probable de cet accident resterait indéterminée.

## Médias
Le livre « The Lost Lives of the Clipper Malay » fournit des détails sur l'avion, l'accident et le long processus de récupération des corps, qui a duré plus d'un mois. Le livre propose également un compte rendu biographique de chacune des victimes.